# Oblężenie Kargowej (1735)
Oblężenie Kargowej – starcie między siłami polskimi i saskimi o obsadzony przez wojska saskie pałac w mieście Kargowa stoczone w dniach 5-6 marca 1735.
Doszło do niego podczas powrotu wojsk wiernych Stanisławowi Leszczyńskiemu z nieudanej próby inwazji na Elektorat Saksonii. Dowódca sił polskich Adam Tarło postanowił powetować sobie nieudaną wyprawę, atakując znajdującą się w budowie siedzibę Augusta II Mocnego w nadgranicznym miasteczku Kargowa. Ponieważ pałac był siedzibą królewską (w drodze pomiędzy Saksonią a Polską), a Kargowa była siedzibą komory celnej, w mieście znajdował się 260-osobowy garnizon saski pod dowództwem majora von Watzdorffa. 5 marca 1735 oddziały polskie przybyły do Kargowej. Adam Tarło zażądał od saskiej załogi obsadzającej pałac kapitulacji. Gdy saski dowódca odrzucił żądanie, wojska polskie po południu uderzyły na pałac, jednakże atak załamał się w silnym ogniu obrońców (miało zginąć 100 atakujących, a aż 900 miało zostać rannych). W odwecie, w nocy konfederaci podpalili składy drewna i budynki koszarowe. Major Watzdorff, mimo że jego oddziały poniosły niewielkie straty, widział beznadziejność sytuacji, więc rozpoczął następnego dnia pertraktacje. W ich wyniku oddział saski mógł 6 marca odmaszerować honorowo z bronią. Zgodnie z gwarancją dowódcy polskiego, wojska polskie oszczędziły pałac, jednakże po ich odejściu miejscowa ludność splądrowała i podpaliła zabudowania dworskie. Był to jeden z ostatnich sukcesów Adama Tarły.